# CANT Z.1007轰炸机
CANT Z.1007「翠鸟」轰炸机（Alcione）是由意大利亚德里亚海联合造船厂菲里波·萨巴塔工程师在三十年代所设计的一种三引擎重型轰炸机。1937年，使用三台840匹马力的伊索塔-弗拉斯基尼（Isotta Fraschini）XI RC15型液冷直列式气缸发动机的原型机进行了首次试飞。

## 主要性能数据（Z.1007bis型）
- 乘员： 5 人
- 全长： 18.35 米
- 翼展： 24.80 米
- 全高： 5.22 米
- 翼面积： 70 平方米
- 空重： 9,396 公斤
- 最大起飞重量： 13,621 公斤

- 动力： 三台Piaggio P.XI RC.40 星型气冷发动机
- 最大平飞速度：455 公里／小时
- 最大巡航速度：338 公里／小时
- 航程： 1,795 公里
- 升限： 7,500 米

- 固定武装：
  - 2× 12.7 mm貝達(Bread)SAFAT機槍
  - 2× 7.7 mm貝達(Breda)SAFAT機槍

- - 2,200 kg 炸弹 或 3×450 mm 鱼雷

## 外部連結
- 浴火翠鸟--意大利CANT Z.1007 轰炸机（页面存档备份，存于）